# Mothern
Mothern is een gemeente in het Franse departement Bas-Rhin (regio Grand Est). De gemeente maakt deel uit van het kanton Wissembourg in het Haguenau-Wissembourg. Voor 1 januari 2015 was het deel van het kanton Seltz en het arrondissement Wissembourg, die toen beide werd opgeheven. Mothern telde op 1 januari 2022 1.927 inwoners.

## Geografie
De oppervlakte van Mothern bedroeg op 1 januari 2022 10,3 vierkante kilometer; de bevolkingsdichtheid was toen 187,1 inwoners per km².

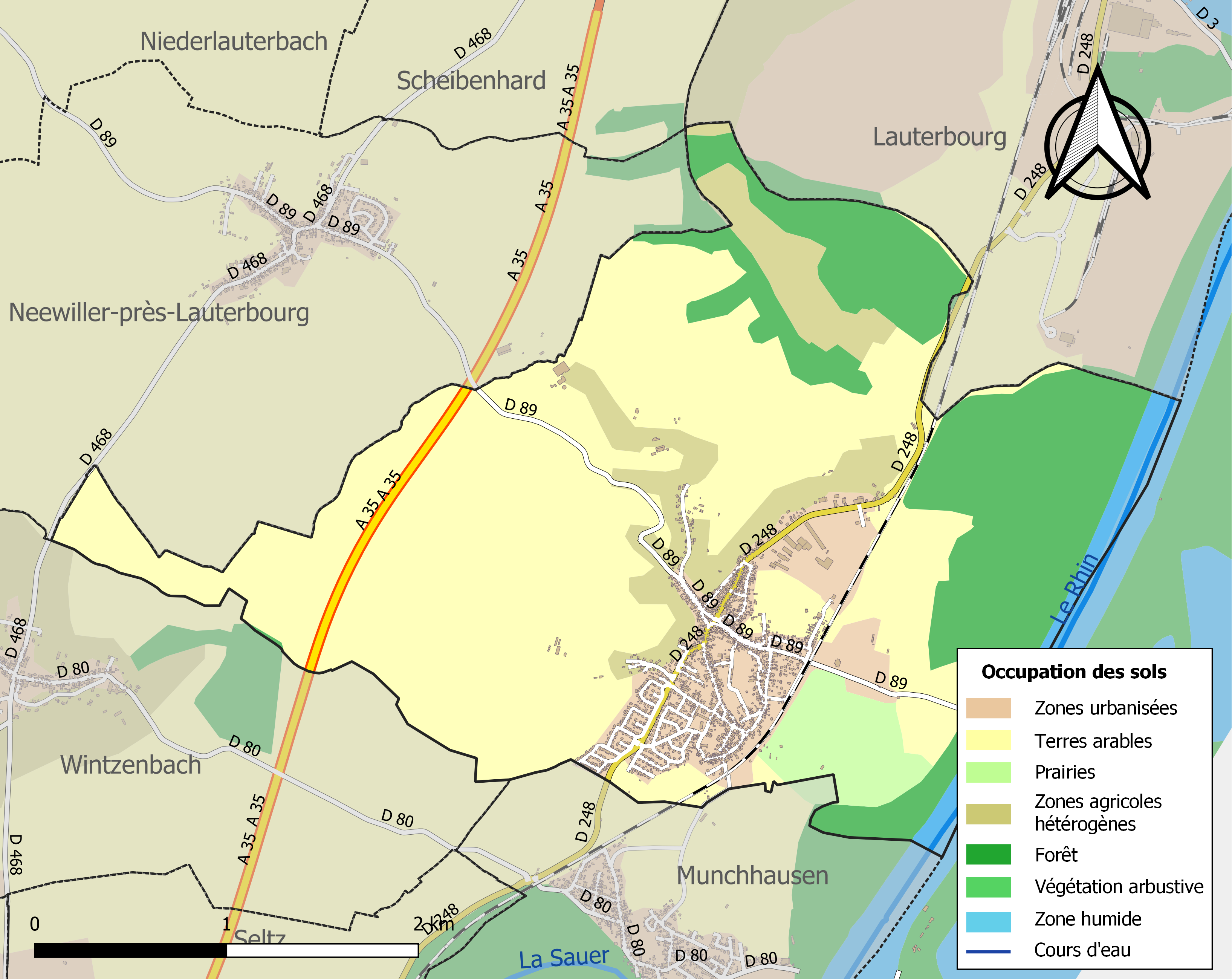
Kaart van de gemeente met de belangrijkste infrastructuur, bodemgebruik en omliggende gemeenten

## Demografie
Onderstaande figuur toont het verloop van het inwonertal (bron: INSEE-tellingen).